# Ignacio Walker
Ignacio Walker Prieto (Santiago del Cile, 7 gennaio 1956) è un politico cileno.
È stato Ministro degli affari esteri dal settembre 2004 al marzo 2006.
Ha fatto parte della Camera dei deputati dal 1994 al 2002, mentre è senatore dal 2010.